# Troupe (scoutisme)
Pour les articles homonymes, voir Troupe.
 (juin 2022).
La mise en forme du texte ne suit pas les recommandations de Wikipédia : il faut le « wikifier ».
Les points d'amélioration suivants sont les cas les plus fréquents. Le détail des points à revoir est peut-être précisé sur la page de discussion.
- Les titres sont pré-formatés par le logiciel. Ils ne sont ni en capitales, ni en gras.
- Le texte ne doit pas être écrit en capitales (les noms de famille non plus), ni en gras, ni en italique, ni en « petit »…
- Le gras n'est utilisé que pour surligner le titre de l'article dans l'introduction, une seule fois.
- L'italique est rarement utilisé : mots en langue étrangère, titres d'œuvres, noms de bateaux, etc.
- Les citations ne sont pas en italique mais en corps de texte normal. Elles sont entourées par des guillemets français : « et ».
- Les listes à puces sont à éviter, des paragraphes rédigés étant largement préférés. Les tableaux sont à réserver à la présentation de données structurées (résultats, etc.).
- Les appels de note de bas de page (petits chiffres en exposant, introduits par l'outil «  Source ») sont à placer entre la fin de phrase et le point final[comme ça].
- Les liens internes (vers d'autres articles de Wikipédia) sont à choisir avec parcimonie. Créez des liens vers des articles approfondissant le sujet. Les termes génériques sans rapport avec le sujet sont à éviter, ainsi que les répétitions de liens vers un même terme.
- Les liens externes sont à placer uniquement dans une section « Liens externes », à la fin de l'article. Ces liens sont à choisir avec parcimonie suivant les règles définies. Si un lien sert de source à l'article, son insertion dans le texte est à faire par les notes de bas de page.
- La présentation des références doit suivre les conventions bibliographiques. Il est recommandé d'utiliser les modèles {{Ouvrage}}, {{Chapitre}}, {{Article}}, {{Lien web}} et/ou {{Bibliographie}}. Le mode d'édition visuel peut mettre en forme automatiquement les références.
- Insérer une infobox (cadre d'informations à droite) n'est pas obligatoire pour parachever la mise en page.

Pour une aide détaillée, merci de consulter Aide:Wikification.
Si vous pensez que ces points ont été résolus, vous pouvez retirer ce bandeau et améliorer la mise en forme d'un autre article.
 (juin 2022).
Troupe dans le scoutisme désigne une unité de scouts composée de jeunes de 11 à 17 ans de la branche éclaireur regroupés en patrouilles ou équipages chez les scouts marins et de leurs animateurs. L'équivalent chez les guides est une compagnie composée d'équipes.

## Origine
Le terme de troupe (troop en anglais) est défini par Robert Baden-Powell fondateur du scoutisme et décrit dans la préface de son livre Scouting for boys de 1908 :

« Par le terme « Instructeur », j'entends tout homme ou garçon qui entreprend la formation soit d'une patrouille (six à huit garçons), soit d'une troupe (plusieurs patrouilles réunies). »

Ce nom est toujours utilisé dans des mouvements scouts pour désigner l'unité ou la section de la branche 12-17 ans et 11-17 ans. 
Les unités plus jeunes 8-11 ou 8-12 ans s'appellent généralement des meutes et les plus de 17 ans sont généralement regroupés en clans.

## Composition
Une troupe de scouts est composée de deux à sept patrouilles comportant elles-mêmes jusqu'à neuf éclaireurs âgés de 11 à 17 ans, d'un chef de troupe (C.T.) et de plusieurs assistants (souvent en fonction du nombre de scouts). En France elles sont le plus souvent composées de 4 patrouilles et dépassent rarement cinq patrouilles. Au delà la troupe est généralement divisée pour créer une nouvelle troupe. En Belgique, des troupes plus grandes existent pouvant regrouper jusqu'à 60 ou 70 jeunes. 
La tranche d'âge des garçons est généralement de 12 à 17 ans, mais elle peut aussi commencer à 11 ans dans certains mouvement ou par exception (selon la maturité du jeune et ses capacités physiques).
Les éclaireurs partagent généralement une partie de leurs activités en troupe et une autre uniquement en patrouilles.
Dans certaines pédagogies scoutes la troupe fait partie de la branche Verte, tel qu'à l'Association des guides et scouts d'Europe.